# Powiat Yoshino
Powiat Yoshino (jap. 吉野郡 Yoshino-gun) – powiat w Japonii, w prefekturze Nara. W 2024 roku liczył 34 224 mieszkańców.

## Miejscowości
- Higashiyoshino
- Kamikitayama
- Kawakami
- Kurotaki
- Nosegawa
- Ōyodo
- Shimoichi
- Shimokitayama
- Tenkawa
- Totsukawa
- Yoshino